# Deutsche Mathematik
Deutsche Mathematik (Немецкая математика) математический журнал, основанный Людвигом Бибербахом и Теодором Валеном в 1936 году.
Бибербах являлся главным редактором.
Deutsche Mathematik также название движения, тесно связанного с журналом, призванного содействовать «немецкой математике» и ликвидации «еврейского влияния» по аналогии с движением немецкая физика.
Кроме математических статей, журнал печатал агитационные статьи, дающие нацистскую точку зрения на отношения между математикой и нацией.